# Riazani (Perm)
Riazani (en rus: Рязаны) és un poble del krai de Perm, a Rússia, que en el cens del 2010 tenia 10 habitants.